# Ealdorman
Een ealdorman is een term uit Angelsaksisch Engeland die gebruikt werd om de bestuurder van een gouw aan te duiden. Deze titel bleef in gebruik vanaf de 8e eeuw tot de Deense overheersing in de 11e eeuw. De term ontstond in het Angelsaksische koninkrijk Wessex en verdween tijdens de regering van de Deense vorst Knoet, die de term verving door het Scandinavische Earl.
Deze ealdormen hadden een zeer hoge status en kwamen zeker in de 8e en 9e eeuw uit de directe kring rond de vorst. Hun benoeming was echter niet erfelijk, zoals de vergelijkbare Frankische hertogen en graven na het einde van het Karolingische rijk, maar een benoeming van de koning, die hen ook kon verwijderen van hun post. Als bestuurder van een shire traden ze op als militair bevelhebber van de lokale militie, de fyrd, en als opperrechter. Door deze grote macht kwam het voor dat enkele ealdormen zelf een claim op de troon ontwikkelden, zeker wanneer ze verwant waren met een lokale dynastie, zoals gebeurde in Mercia in de 7e eeuw.
De term zelf verdween tijdens de regering van Knoet, die wel de functie, als bestuurder van een shire, behield, maar er een nieuwe, Scandinavische, naam aan gaf; eorl.